# Round Robin de la Liga Nacional de Baloncesto 2016
El Round Robin de la Liga Nacional de Baloncesto 2016 fue la fase semifinal de la Liga Nacional de Baloncesto 2016. En esta fase inició el miércoles 17 de agosto de 2016 y concluyó el sábado 3 de septiembre de 2016, se jugaron 16 de los 24 partidos pactados para determinar el campeón del Circuito Norte y el campeón del Circuito Sureste, quienes avanzaron a la Serie Final de 2016 por el campeonato de la Liga Nacional de Baloncesto. Los Metros de Santiago y los Leones de Santo Domingo fueron los campeones del Circuito Norte y Circuito Sureste, respectivamente, ambos con récord de 6 ganados y 0 perdidos.

## Formato
Antes del comienzo de la temporada se anunció un cambio en el formato de los playoffs con respecto al 2015, sustituyendo el formato de series eliminatorias en la semifinal de la liga por el formato de round robin o todos contra todos.
Los 8 equipos de la liga dominicana se distribuyen dividiéndose en 2 circuitos de 4 equipos cada uno. Una vez terminada la temporada regular, la clasificación al round robin se produce de la siguiente manera: Clasifican los 3 mejores equipos de cada circuito donde cada equipo jugara un máximo de 8 partidos, 4 como local y 4 como visitante. Los dos equipos con mejor récord clasifican a la Serie Final de la liga y se proclaman campeones de sus respectivos circuito.

## Circuito Norte

### Clasificaciones
| Circuito Norte | Circuito Norte          | Circuito Norte | Circuito Norte | Circuito Norte | Circuito Norte | Circuito Norte | Circuito Norte | Circuito Norte | Circuito Norte |
| Pos.           | Equipo                  | PJ             | G              | P              | %              | PD             | Casa           | Fuera          | Pts            |
| -------------- | ----------------------- | -------------- | -------------- | -------------- | -------------- | -------------- | -------------- | -------------- | -------------- |
| 1              | Metros de Santiago      | 6              | 6              | 0              | 1.000          | -              | 3-0            | 3-0            | 12             |
| 2              | Reales de La Vega       | 5              | 2              | 3              | .400           | 3½             | 1-2            | 1-1            | 7              |
| 3              | Huracanes del Atlántico | 5              | 0              | 5              | .000           | 5½             | 0-2            | 0-3            | 5              |

|  | Campeón del Circuito y avanza a la Serie Final |

### Resultados
Los horarios corresponden al huso horario de la República Dominicana, UTC-4.
| 17 de agosto de 2016, 8:00 p. m. | Metros de Santiago                                         | 97–84                | Huracanes del Atlántico                                        | |  |
|                                  | Parciales: 20 - 18, 24 - 10, 29 - 26, 24 - 30              |                      |                                                                | |  |
|                                  | Estadísticas Robert Glenn 20 Eloy Vargas 16 Robert Glenn 6 | Reporte Pts Reb Asts | Estadísticas 17 John Taylor 12 Alexis Montas 2 Benito Santiago | Pabellón: Gran Arena del Cibao, Santiago de los Caballeros, Santiago Árbitros: Joel Pérez, José Berroa y Celestino Pérez |  |

| 19 de agosto de 2016, 8:00 p. m. | Reales de La Vega                                            | 77–90                | Metros de Santiago                                             | |  |
|                                  | Parciales: 16 - 19, 19 - 28, 30 - 26, 12 - 17                |                      |                                                                | |  |
|                                  | Estadísticas Ivan Johnson 24 Ivan Johnson 13 Juan Coronado 5 | Reporte Pts Reb Asts | Estadísticas 28 Robert Glenn 10 Robert Glenn 4 Orlando Sánchez | Pabellón: Palacio de los Deportes Fernando Teruel, Concepción de La Vega, La Vega Árbitros: Reynaldo Mercedes, Raúl García y Davide Ramilli |  |

| 21 de agosto de 2016, 6:00 p. m. | Huracanes del Atlántico                                           | 69–81                | Reales de La Vega                                             | |  |
|                                  | Parciales: 25 - 16, 14 - 17, 16 - 25, 14 - 23                     |                      |                                                               | |  |
|                                  | Estadísticas Benito Santiago 18 Alexis Montas 7 Oliver González 4 | Reporte Pts Reb Asts | Estadísticas 22 Juan Coronado 12 Antonio Peña 2 Gelvis Solano | Pabellón: Polideportivo Fabio Rafael González, San Felipe de Puerto Plata, Puerto Plata Árbitros: Ambiorix Cruz, Daniel Asencio y Rafael Núñez |  |

| 23 de agosto de 2016, 8:00 p. m. | Metros de Santiago                                                  | 109–98               | Reales de La Vega                                            | |  |
|                                  | Parciales: 27 - 24, 31 - 19, 27 - 30, 24 - 25                       |                      |                                                              | |  |
|                                  | Estadísticas Robert Glenn 31 K. Penn y R. Glenn 9 Ricardo Soliver 8 | Reporte Pts Reb Asts | Estadísticas 26 Gelvis Solano 6 Ivan Johnson 6 Juan Coronado | Pabellón: Gran Arena del Cibao, Santiago de los Caballeros, Santiago Árbitros: Joel Pérez, Celestino Pérez y Erick Martínez |  |

| 25 de agosto de 2016, 6:00 p. m. | Huracanes del Atlántico                                          | 93–110               | Metros de Santiago                                               | |  |
|                                  | Parciales: 20 - 29, 25 - 31, 15 - 16, 33 - 34                    |                      |                                                                  | |  |
|                                  | Estadísticas Jaison Valdez 26 Alexis Montas 10 cinco jugadores 2 | Reporte Pts Reb Asts | Estadísticas 28 Víctor Liz 11 Robert Glenn 4 J. Ramírez y V. Liz | Pabellón: Polideportivo Fabio Rafael González, San Felipe de Puerto Plata, Puerto Plata Árbitros: Reynaldo Mercedes, Carlos Cleto y José Martínez |  |

| 27 de agosto de 2016, 8:00 p. m. | Reales de La Vega                                            | 99–87                | Huracanes del Atlántico                                       | |  |
|                                  | Parciales: 26 - 16, 24 - 26, 20 - 18, 29 - 27                |                      |                                                               | |  |
|                                  | Estadísticas Antonio Peña 25 Ivan Johnson 11 Juan Coronado 5 | Reporte Pts Reb Asts | Estadísticas 28 Jaison Valdez 7 Alexis Montas 5 Jaison Valdez | Pabellón: Palacio de los Deportes Fernando Teruel, Concepción de La Vega, La Vega Árbitros: Robinson Aracena, Leonardo Rodríguez y Félix Lapaix |  |

| 31 de agosto de 2016, 8:00 p. m. | Metros de Santiago                                                 | 92–88                | Huracanes del Atlántico                                           | |  |
|                                  | Parciales: 22 - 22, 25 - 22, 22 - 21, 23 - 23                      |                      |                                                                   | |  |
|                                  | Estadísticas Víctor Liz 30 Eloy Vargas 9 A. de León y O. Sánchez 3 | Reporte Pts Reb Asts | Estadísticas 28 Benito Santiago 5 tres jugadores 2 tres jugadores | Pabellón: Gran Arena del Cibao, Santiago de los Caballeros, Santiago Árbitros: Reynaldo Mercedes, Paola Cuello y José Martínez |  |

| 2 de septiembre de 2016, 8:00 p. m. | Reales de La Vega                                                | 93–101               | Metros de Santiago                                        | |  |
|                                     | Parciales: 18 - 27, 30 - 13, 21 - 28, 24 - 33                    |                      |                                                           | |  |
|                                     | Estadísticas Víctor Martínez 28 Ivan Johnson 6 Víctor Martínez 4 | Reporte Pts Reb Asts | Estadísticas 40 Víctor Liz 12 Eloy Vargas 9 Adris de León | Pabellón: Palacio de los Deportes Fernando Teruel, Concepción de La Vega, La Vega Árbitros: Joel Pérez, Daniel Asencio y José Berroa |  |

## Circuito Sureste

### Clasificaciones
| Circuito Sureste | Circuito Sureste              | Circuito Sureste | Circuito Sureste | Circuito Sureste | Circuito Sureste | Circuito Sureste | Circuito Sureste | Circuito Sureste | Circuito Sureste |
| Pos.             | Equipo                        | PJ               | G                | P                | %                | PD               | Casa             | Fuera            | Pts              |
| ---------------- | ----------------------------- | ---------------- | ---------------- | ---------------- | ---------------- | ---------------- | ---------------- | ---------------- | ---------------- |
| 1                | Leones de Santo Domingo       | 6                | 6                | 0                | 1.000            | -                | 3-0              | 3-0              | 12               |
| 2                | Soles de Santo Domingo Este   | 5                | 1                | 4                | .200             | 4½               | 0-2              | 1-2              | 6                |
| 3                | Titanes del Distrito Nacional | 5                | 1                | 4                | .200             | 4½               | 0-3              | 1-1              | 6                |

|  | Campeón del Circuito y avanza a la Serie Final |

### Resultados
Los horarios corresponden al huso horario de la República Dominicana, UTC-4.
| 18 de agosto de 2016, 8:00 p. m. | Leones de Santo Domingo                                 | 88–85                | Soles de Santo Domingo Este                                     | |  |
|                                  | Parciales: 22 - 17, 23 - 15, 28 - 21, 15 - 32           |                      |                                                                 | |  |
|                                  | Estadísticas Donté Greene 24 M. J. Rhett 9 Àlex Abreu 4 | Reporte Pts Reb Asts | Estadísticas 20 Manuel Guzmán 16 Jordan Richard 4 Anthony Goods | Pabellón: Polideportivo San Carlos, Santo Domingo, Distrito Nacional Árbitros: Ambiorix Cruz, Roberto Mota y Erick Martínez |  |

| 20 de agosto de 2016, 8:00 p. m. | Titanes del Distrito Nacional                                     | 82–96                | Leones de Santo Domingo                                  | |  |
|                                  | Parciales: 16 - 25, 29 - 30, 15 - 23, 22 - 18                     |                      |                                                          | |  |
|                                  | Estadísticas Maurice Sutton 28 Maurice Sutton 11 Rayner Moquete 3 | Reporte Pts Reb Asts | Estadísticas 26 Donté Greene 10 M. J. Rhett 7 Álex Abreu | Pabellón: Palacio de los Deportes Virgilio Travieso Soto, Santo Domingo, Distrito Nacional Árbitros: Robinson Aracena, Leonardo Rodríguez y Carlos Cleto |  |

| 24 de agosto de 2016, 8:00 p. m. | Soles de Santo Domingo Este                                            | 75–80                | Titanes del Distrito Nacional                             | |  |
|                                  | Parciales: 9 - 27, 19 - 21, 26 - 15, 21 - 17                           |                      |                                                           | |  |
|                                  | Estadísticas Juan Miguel Suero 25 Manuel Guzmán 11 Juan Miguel Suero 4 | Reporte Pts Reb Asts | Estadísticas 31 Chris Moore 12 Chris Moore 8 José Fortuna | Pabellón: Polideportivo Mauricio Báez, Santo Domingo, Distrito Nacional Árbitros: Reynaldo Mercedes, Daniel Asencio y Félix Herasme |  |

| 26 de agosto de 2016, 8:00 p. m. | Leones de Santo Domingo                                  | 91–86                | Titanes del Distrito Nacional                            | |  |
|                                  | Parciales: 24 - 14, 19 - 32, 20 - 23, 28 - 17            |                      |                                                          | |  |
|                                  | Estadísticas Brian Conklin 25 M. J. Rhett 9 Álex Abreu 7 | Reporte Pts Reb Asts | Estadísticas 20 Chris Moore 9 James Maye 4 Diego Moquete | Pabellón: Polideportivo San Carlos, Santo Domingo, Distrito Nacional Árbitros: Joel Pérez, Roberto Mota y Paola Cuello |  |

| 28 de agosto de 2016, 6:00 p. m. | Soles de Santo Domingo Este                                        | 74–87                | Leones de Santo Domingo                                   | |  |
|                                  | Parciales: 10 - 34, 27 - 14, 24 - 23, 13 - 16                      |                      |                                                           | |  |
|                                  | Estadísticas Juan Miguel Suero 22 Jordan Richard 12 Danilo Núñez 5 | Reporte Pts Reb Asts | Estadísticas 18 Manuel Fortuna 8 M. J. Rhett 7 Álex Abreu | Pabellón: Polideportivo Mauricio Báez, Santo Domingo, Distrito Nacional Árbitros: Robinson Aracena, Raúl García y José Berroa |  |

| 30 de agosto de 2016, 8:00 p. m. | Titanes del Distrito Nacional                                 | 76–92                | Soles de Santo Domingo Este                                         | |  |
|                                  | Parciales: 15 - 21, 17 - 27, 24 - 15, 20 - 29                 |                      |                                                                     | |  |
|                                  | Estadísticas James Maye 19 Edward Santana 15 tres jugadores 2 | Reporte Pts Reb Asts | Estadísticas 25 Manuel Guzmán 11 Jordan Richard 6 Juan Miguel Suero | Pabellón: Palacio de los Deportes Virgilio Travieso Soto, Santo Domingo, Distrito Nacional Árbitros: Ambiorix Cruz, Daniel Asencio y Celestino Pérez |  |

| 1 de septiembre de 2016, 8:00 p. m. | Leones de Santo Domingo                                 | 87–69                | Soles de Santo Domingo Este                                             | |  |
|                                     | Parciales: 16 - 19, 20 - 24, 35 - 15, 16 - 11           |                      |                                                                         | |  |
|                                     | Estadísticas Donté Greene 19 M. J. Rhett 9 Álex Abreu 6 | Reporte Pts Reb Asts | Estadísticas 19 Juan Miguel Suero 11 Jordan Richard 6 Juan Miguel Suero | Pabellón: Polideportivo San Carlos, Santo Domingo, Distrito Nacional Árbitros: Robinson Aracena, Erick Martínez y Rafael Nuñez |  |

| 3 de septiembre de 2016, 8:00 p. m. | Titanes del Distrito Nacional                                   | 88–93                | Leones de Santo Domingo                                      | |  |
|                                     | Parciales: 18 - 27, 25 - 21, 25 - 19, 20 - 26                   |                      |                                                              | |  |
|                                     | Estadísticas Edward Santana 37 Edward Santana 14 José Fortuna 4 | Reporte Pts Reb Asts | Estadísticas 22 Manuel Fortuna 9 Manuel Fortuna 8 Álex Abreu | Pabellón: Palacio de los Deportes Virgilio Travieso Soto, Santo Domingo, Distrito Nacional Árbitros: Reynaldo Mercedes, Raúl García y Davide Ramilli |  |

## Estadísticas individuales

### Puntos
| Pos. | Jugador           | Equipo                        | Partidos | Puntos | Promedio |
| ---- | ----------------- | ----------------------------- | -------- | ------ | -------- |
| 1    | Víctor Liz        | Metros de Santiago            | 6        | 155    | 25.8     |
| 2    | Robert Glenn      | Metros de Santiago            | 6        | 140    | 23.3     |
| 3    | Chris Moore       | Titanes del Distrito Nacional | 4        | 85     | 21.3     |
| 4    | Juan Miguel Suero | Soles de Santo Domingo Este   | 5        | 100    | 20.0     |
| 5    | Donté Greene      | Leones de Santo Domingo       | 6        | 119    | 19.8     |

### Rebotes
| Pos. | Jugador        | Equipo                        | Partidos | Rebotes | Promedio |
| ---- | -------------- | ----------------------------- | -------- | ------- | -------- |
| 1    | Jordan Richard | Soles de Santo Domingo Este   | 5        | 58      | 11.6     |
| 2    | Chris Moore    | Titanes del Distrito Nacional | 4        | 41      | 10.3     |
| 3    | Eloy Vargas    | Metros de Santiago            | 6        | 53      | 8.8      |
| 4    | M. J. Rhett    | Leones de Santo Domingo       | 6        | 53      | 8.8      |
| 5    | Alexis Montas  | Huracanes del Atlántico       | 5        | 42      | 8.4      |

### Asistencias
| Pos. | Jugador           | Equipo                      | Partidos | Asistencias | Promedio |
| ---- | ----------------- | --------------------------- | -------- | ----------- | -------- |
| 1    | Alex Abreu        | Leones de Santo Domingo     | 6        | 39          | 6.5      |
| 2    | Adris de León     | Metros de Santiago          | 6        | 27          | 4.5      |
| 3    | Juan Miguel Suero | Soles de Santo Domingo Este | 5        | 21          | 4.2      |
| 4    | Manuel Fortuna    | Leones de Santo Domingo     | 6        | 25          | 4.2      |
| 5    | Juan Coronado     | Reales de La Vega           | 5        | 20          | 4.0      |

### Robos
| Pos. | Jugador           | Equipo                        | Partidos | Robos | Promedio |
| ---- | ----------------- | ----------------------------- | -------- | ----- | -------- |
| 1    | Víctor Liz        | Metros de Santiago            | 6        | 14    | 2.3      |
| 2    | Juan Miguel Suero | Soles de Santo Domingo Este   | 5        | 11    | 2.2      |
| 3    | Adris de León     | Metros de Santiago            | 6        | 13    | 2.2      |
| 4    | Álex Abreu        | Leones de Santo Domingo       | 6        | 13    | 2.2      |
| 5    | José Fortuna      | Titanes del Distrito Nacional | 5        | 10    | 2.0      |

### Tapones
| Pos. | Jugador           | Equipo                        | Partidos | Tapones | Promedio |
| ---- | ----------------- | ----------------------------- | -------- | ------- | -------- |
| 1    | Jordan Richard    | Soles de Santo Domingo Este   | 5        | 12      | 2.4      |
| 2    | Eloy Vargas       | Metros de Santiago            | 6        | 11      | 1.8      |
| 3    | Kleon Penn        | Metros de Santiago            | 6        | 11      | 1.8      |
| 4    | Juan Miguel Suero | Soles de Santo Domingo Este   | 5        | 5       | 1.0      |
| 5    | Edward Santana    | Titanes del Distrito Nacional | 5        | 4       | 0.8      |

### Porcentaje de tiros de campo
| Pos. | Jugador         | Equipo                      | Partidos | TCA | TCI | Porcentaje |
| ---- | --------------- | --------------------------- | -------- | --- | --- | ---------- |
| 1    | Robert Glenn    | Metros de Santiago          | 6        | 55  | 76  | 72.37 %    |
| 2    | M. J. Rhett     | Leones de Santo Domingo     | 6        | 34  | 52  | 65.38 %    |
| 3    | Orlando Sánchez | Metros de Santiago          | 5        | 19  | 32  | 59.38 %    |
| 4    | Manuel Guzmán   | Soles de Santo Domingo Este | 5        | 32  | 55  | 58.18 %    |
| 5    | Alexis Montas   | Huracanes del Atlántico     | 5        | 18  | 31  | 58.06 %    |

### Porcentaje de triples
| Pos. | Jugador          | Equipo                        | Partidos | 3PA | 3PI | Porcentaje |
| ---- | ---------------- | ----------------------------- | -------- | --- | --- | ---------- |
| 1    | Héctor Maldonado | Soles de Santo Domingo Este   | 5        | 7   | 14  | 50.00 %    |
| 2    | Víctor Martínez  | Reales de La Vega             | 5        | 8   | 16  | 50.00 %    |
| 3    | Álex Abreu       | Leones de Santo Domingo       | 6        | 11  | 24  | 45.83 %    |
| 4    | José Fortuna     | Titanes del Distrito Nacional | 5        | 5   | 13  | 38.46 %    |
| 5    | James Maye       | Titanes del Distrito Nacional | 5        | 11  | 29  | 37.93 %    |

### Porcentaje de tiros libres
| Pos. | Jugador        | Equipo                        | Partidos | TLA | TLI | Porcentaje |
| ---- | -------------- | ----------------------------- | -------- | --- | --- | ---------- |
| 1    | James Maye     | Titanes del Distrito Nacional | 5        | 10  | 10  | 100.00 %   |
| 2    | Víctor Liz     | Metros de Santiago            | 6        | 37  | 43  | 86.05 %    |
| 3    | Juan Coronado  | Metros de Santiago            | 5        | 12  | 14  | 85.71 %    |
| 4    | Manuel Fortuna | Leones de Santo Domingo       | 5        | 12  | 14  | 85.71 %    |
| 5    | Manuel Guzmán  | Soles de Santo Domingo Este   | 5        | 15  | 19  | 78.95 %    |